# Johannes Theodor Reinhardt
Johannes Theodor Reinhardt (Copenaghen, 3 dicembre 1816 – Frederiksberg, 23 ottobre 1882) è stato un naturalista danese.

## Biografia
Figlio di Johannes Christopher Hagemann Reinhardt, partecipò come botanico alla prima spedizione Galathea (1845-1847). Nel 1848 divenne curatore al Kongelige Naturhistoriske Museum di Copenaghen (l'attuale museo zoologico dell'università di Copenaghen). Nel 1854 ricevette il titolo di professore, e insegnò zoologia alla Danmarks Tekniske Universitet (1856-1878) e all'università di Copenaghen (1861-1878).
Tra gli anni '40 e '50 si recò periodicamente in Brasile come assistente del paleontologo Peter Wilhelm Lund (1801-1880). Fu uno dei primi sostenitori della teoria dell'evoluzione di Charles Darwin e nei suoi studi sulle specie estinte criticò aspramente il concetto di «catastrofismo anti-evoluzionario» di George Cuvier.
Assieme a Christian Frederik Lütken (1827-1901), fu autore di Bidrag til Kundskab om Brasiliens Padder og Krybdyr (Contributi alla conoscenza degli anfibi e dei rettili brasiliani).
Descrisse 25 nuove specie di rettili, alcune delle quali con Lütken.
Nel 1848 Hermann Schlegel battezzò il «pitone» del Calabar Calabaria reinhardtii in suo onore.